# ألبرت جام
ألبرت جام (بالإنجليزية: Albert Jamme) (1916م - 2004م): مستشرق، أب، وعالم مشهور في مجال النقوش العربية القديمة. كان ألبرت جام عضوًا في هيئة التدريس بقسم اللغات والآداب السامية والمصرية في الجامعة الكاثوليكية الأمريكية بين عامي 1954م و1997م.
يعد جام أحد الرواد في قراءة وتوثيق النقوش العربية الجنوبية. واشتهر من خلال عمله مع المؤسسة الأمريكية لدراسة الإنسان (AFSM)، حيث أصدر كتاب "نقوش من محرم بلقيس" (بالإنجليزية) عام 1962م، الذي ظل المرجع الأساسي في المجال لسنوات طويلة. كانت أول تجربة ميدانية كبرى له هي عمله كرئيس مكتشفات النقوش في تمنع عاصمة مملكة قتبان، حيث نسخ آلاف النقوش تحت اشراف ويندل فيليبس. وفي عام 1952 نشر حوالي ثلاثمائة نقش من مقبرة تمنع وحدها. وبعد ذلك بعامين، في عام 1954، انضم إلى الجامعة الكاثوليكية في واشنطن العاصمة، حيث درّس لعقود من الزمن.
حادثة الحريق
في 26 أكتوبر 1975م اندلع حريق في مكتب ألبرت جام، والتهمت النار ملف الأرشيف الذي كان يضم أكثر من 100.000 نقش من جنوب الجزيرة العربية. وأمضى الأب جام معظم وقته في إعادة بناء مكتبته وملف النقوش، وأستطاع أن يعالج حوالي 20 ألف صفحة من أرشيفه.
في جميع رحلاته عبر جنوب الجزيرة العربية، لم يجد الأب جام أي إشارة نقشية إلى ملكة سبأ الغنية جدًا والتي من المفترض أنها جاءت لزيارة الملك سليمان حوالي عام 950 قبل الميلاد.